# Provinz Inaba

Karte der japanischen Provinzen, Inaba rot markiert.

Inaba (jap. 因幡国, Inaba no kuni) oder Inshū (因州) war eine der historischen Provinzen Japans. Sie befand sich im östlichen Teil der heutigen Präfektur Tottori.
Inaba grenzte an die Provinzen Harima, Hōki, Mimasaka und Tajima. Die alte Hauptstadt (kokufu) lag im heutigen Stadtteil Kokufu von Tottori.

## Umfang
Die Provinz Inaba umfasste folgende Landkreise (kōri, später -gun):
- Chizu (智頭郡)
- Hattō (八東郡)
- Hōmi (法美郡)
- Iwai (岩井郡)
- Keta (気多郡)
- Ōmi (邑美郡)
- Takakusa (高草郡)
- Yakami (八上郡)